# فضيل بن علي الجمالي
فُضيل بن علي بن أحمد بن محمد الجمالي الأقصرائي (1514 - مارس 1583) (920 - صفر 991) عالم مسلم أناضولي وفقيه حنفي وقاضي عثماني من أهل القرن العاشر الهجري/ السادس عشر الميلادي، فترة الكمال. ولي قضاء بغداد ثم حلب . من كتبه الضمانات في فروع الحنفية وعون الفارش على عون الرائض في الفرائض فرغ من تأليفه سنة 974 هـ والوظائف الوافية من كتب الأعاريب الكافية، في النحو، وتنويع الأصول في أصول الفقه فرغ من تأليفه سنة 958 هـ، وشرحه توسيع الوصول. توفي بأستنبول ودفن عند والده في مكتبة بقرب جامع زيرك. 

## سيرته
هو فُضيل بن علي بن أحمد بن محمد الجمالي الأقصرائي البكري الفخري، نشأ طالباً للعلم وقرأ على المولى أبي السعود وخير الدين المعلّم وصار ملازماً له ومدرّساً بمدارس وحجَّ ودرّس بمدرسة يلدرم خان ببروسة سنة 945 ومدارس أخرى إلى أن صار قاضياً ببغداد سنة 960 ثم بحلب ثم بمكة سنة 969 هـ، ثم تقاعد بوظفية سنة مائة وثلاثين درهماً إلى أن توفي توفي بقسطنطنية في صفر سنة إحدى وتسعين وتسعمائة عن عمر إحدى وسبعين سنة. ودفن عند والده في مكتبة بقرب جامع زيرك.

## مؤلفاته
- تنويع الأصول، في الأصول الفقه، ثم شرخه وسمّاه توسيع الوصول
- ضمانات المسائل، في أربع مجلدات
- عون الرائض، في الفرائض وشرحه وسماه بـإعانة العارض
- ولخّص الكافية في النحو وسمّاه الوافقية
- علّق على صحيح البخاري
- كتب حاشية على شرح الفرائض السراجية للشريف وجامع الفصولين

وله شعر حسن وإنشاء لطيف.